# Antártica
Antártica è una rivendicazione territoriale del Cile, corrispondente alla parte dell'Antartide che il paese andino reclama da decenni in violazione del Trattato antartico e contro le posizioni delle Nazioni Unite.
Il Cile considera unilateralmente il territorio come un suo comune della provincia Antartica Cilena nella regione di Magellano e dell'Antartide Cilena. Tuttavia il governo nazionale, conscio dello stato teorico della sua proclamazione, non ha organizzato alcuna municipalità che gestisca il comune, che resta dunque virtuale. Al censimento del 2002 possedeva una popolazione di 130 abitanti, tutte famiglie di militari o scienziati.

## Società

### Evoluzione demografica
| Censimento del 1992 | Censimento del 2002 |
| 131 ab.             | 130 ab.             |